# Bangerz
Bangerz este cel de-al patrulea album de studio al cântăreței americane Miley Cyrus, lansat pe 4 octombrie 2013, de RCA Records.

## Lista pieselor
Creditări conform notelor oficiale ale albumului Bangerz.
| Bangerz – versiune standard |                                            | |                                             |         |  |
| Nr.                         | Titlu                                      | Autor(i) | Producător(i)                               | Lungime |  |
| 1.                          | „Adore You”                                | Stacy Barthe Oren Yoel                                                                                             | Yoel                                        | 4:38    |  |
| 2.                          | „We Can't Stop”                            | Michael L. Williams II Pierre Ramon Slaughter Timothy Thomas Theron Thomas Miley Cyrus Douglas Davis Ricky Walters | Mike Will Made-It P-Nasty Rock City         | 3:51    |  |
| 3.                          | „SMS (Bangerz)” (featuring Britney Spears) | M. Williams Marquel Middlebrooks Sean Garrett Cyrus                                                                | Mike Will Made-It Marz                      | 2:49    |  |
| 4.                          | „4x4” (featuring Nelly)                    | Pharrell Williams Cornell Hayes, Jr. Cyrus                                                                         | P. Williams                                 | 3:11    |  |
| 5.                          | „My Darlin'” (featuring Future)            | M. Williams Slaughter Nayvadius Wilburn Jeremih Felton Cyrus Jerry Leiber Mike Stoller Ben E. King                 | Mike Will Made-It P-Nasty Tyler Sam Johnson | 4:03    |  |
| 6.                          | „Wrecking Ball”                            | Lukasz Gottwald Maureen "Mozella" McDonald Stephan Moccio Sacha Skarbek Henry Walter                               | Dr. Luke Cirkut                             | 3:41    |  |
| 7.                          | „Love, Money, Party” (featuring Big Sean)  | M. Williams Middlebrooks Sean Anderson Garrett Cyrus                                                               | Mike Will Made-It Marz                      | 3:39    |  |
| 8.                          | „#GetItRight”                              | P. Williams | P. Williams                                 | 4:24    |  |
| 9.                          | „Drive”                                    | M. Williams Slaughter Samuel Jean Cyrus                                                                            | Mike Will Made-It P-Nasty                   | 4:15    |  |
| 10.                         | „FU” (featuring French Montana)            | Rami Samir Afuni McDonald Cyrus Karim Kharbouch                                                                    | Afuni                                       | 3:51    |  |
| 11.                         | „Do My Thang”                              | Cyrus William Adams Michael McHenry Ryan "DJ Replay" Buendia Kyle Edwards Jean-Baptiste                            | McHenry Edwards will.i.am                   | 3:45    |  |
| 12.                         | „Maybe You're Right”                       | M. Williams Slaughter Camaron Ochs John Shanks Johnson Cyrus                                                       | Mike Will Made-It P-Nasty                   | 3:33    |  |
| 13.                         | „Someone Else”                             | M. Williams Slaughter Timothy Thomas Theron Thomas Cyrus McDonald                                                  | Mike Will Made-It P-Nasty                   | 4:48    |  |
| Lungime totală:             | Lungime totală:                            | Lungime totală: | Lungime totală:                             | 50:36   |  |

| Bangerz – Deluxe version (bonus tracks) |                                         |                                                                  |                           |         |  |
| Nr.                                     | Titlu                                   | Autor(i)                                                         | Producer(s)               | Lungime |  |
| 14.                                     | „Rooting for My Baby”                   | P. Williams Cyrus                                                | P. Williams               | 3:20    |  |
| 15.                                     | „On My Own”                             | P. Williams                                                      | P. Williams               | 3:52    |  |
| 16.                                     | „Hands in the Air” (featuring Ludacris) | M. Williams Slaughter Jean Asia Bryant Cyrus Christopher Bridges | Mike Will Made-It P-Nasty | 3:22    |  |
| Lungime totală:                         | Lungime totală:                         | Lungime totală:                                                  | Lungime totală:           | 61:02   |  |